# 28-й Нью-Йоркский пехотный полк
28-й Нью-Йоркский добровольческий пехотный полк (англ. 28th New York Volunteer Infantry Regiment), — один из пехотных полков армии Союза во время Гражданской войны в США. Полк был сформирован в мае 1861 года сроком на 2 года и участвовал во всех сражениях от первого сражения при Винчестере до сражения при Чанселорсвилле. 2 июня 1863 года полк был расформирован из-за истечения срока службы.

## Формирование
Полк был сформирован в Олбани и принят на службу штату 18 мая 1861 года. 22 мая полк был принят в федеральную армию сроком службы на 2 года. Роты полка были набраны: А, В, С — в Локпорте, D — в Медине, Е — в Канандайгуа, F — в Батавии, G — в Альбионе, Н — в Монтичелло, I — в Ниагара-Фоллс. Первым командиром полка стал полковник Дадли Донелли, подполковником — Эдвин Браун, майором — Джеймс Митчелл.
23 июня полк получил оружие — винтовки M1841 Mississippi rifle.

## Боевой путь

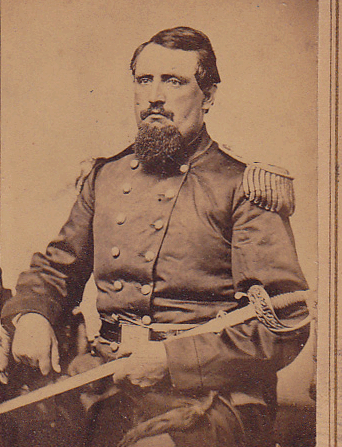
Полковник Дадли Донелли

Полк около месяца простоял в лагере Кэмп-Морган, а 25 июня покинул лагерь и отправился в Вашингтон, где 4 июля участвовал в большом параде в присутствии президента и членов правительства.
7 июля 1861 года был включён в бригаду Баттерфилда, которая числилась в армии генерала Паттерсона. К армии полк присоединился в Мартинсберге (в долине Шенандоа). 10 июля полк участвовал в небольшой перестрелке с кавалерийским отрядом южан. В этом столкновении полк понёс первую потерю за войну — был убит рядовой роты А, Исаак Слай. Его похоронили в Мартинсберге.
20 августа полк отбыл в Дарнстаун, откуда 20 октября отбыл к Бэллс-Блафф, но опоздал прибыть к сражению при Бэллс-Блафф.
С 5 декабря 1861 года по 6 января 1862 года полк стоял во Фредериксберге, затем отправился в Винчестер в составе бригады Альфеуса Уильямса (в 1-й дивизии V корпуса Потомакской армии). В феврале Уильямс возглавил дивизию, а Донелли принял командование бригадой. 12 марта полк участвовал в оккупации Винчестера, после чего был отправлен в Манассас, но вернулся и участвовал в преследовании Джексона, отступающего после сражения при Кернстауне.
В апреле-мае полк участвовал в операциях в долине Шенандоа: наступал на Страстберг, отступал к Винчестеру, и 25 мая участвовал в сражении при Винчестере, где бригада Донелли занимала левый фланг позиции, а 28-м полком командовал подполковник Браун.
После сражения полк отступил к Уильямспорту. 26 июня департамент Шенандоа был переформирован во II корпус Вирджинской армии, где полк вошёл в состав бригады Самуэля Кроуфорда. К июлю бригада была переброшена к Кедровой горе, где 28 июля атаковала армию Джексона. Кроуфорд послал 28-й Нью-Йоркский полк во фронтальную атаку на 1-й Вирджинский полк, а 46-й Пенсильванский атаковал вирджинцев с фланга. 1-й Вирджинский стал отступать, отчего под удар попал фланг 42-го Вирджинского полка. Но развить этот успех северянам не удалось. В сражении у Кедровой горы участвовало 339 человек этого полка, из которых было убито и ранено 213 человек. Полковник Донелли погиб в этом бою, подполковник Браун был ранен и попал в плен.
Корпус не был задействован во Втором сражении при Булл-Ран, а после сражения его переименовали в XII корпус Потомакской армии. 28-й полк под командованием капитана Уильяма Мэйпса числился в бригаде Кроуфорда, в дивизии Уильямса. Бригада участвовала в сражении при Энтитеме, где наступала в районе Кукурузного поля. Есть мнение, что именно перед фронтом этого полка погиб корпусной командир Джозеф Мансфилд. В этом бою полк потерял 1 офицера и 8 рядовых ранеными (одно ранение стало смертельным) и 1 пропавшим без вести.
6 октября подполковник Эдвин Браун был отпущен по обмену и вернулся в полк. 25 октября ему присвоили звание полковника и он стал командиром полка. Майор Кук (пребывающий в это время в плену) стал подполковником, а капитан Теофилиус Фицджеральд — майором.
31 октября капитан Боуман покинул полк и стал подполковником 131-го Нью-Йоркского пехотного полка. 11 ноября подполковник Кук вернулся из плена.